# Болнична пещера
Болничната пещера (на гръцки: Σπήλαιο στο Νοσοκομείο) е пещера край град Костур (Кастория), Гърция, област Централна Македония.

## Местоположение
Пещерата се намира на южния бряг на костурския полуостров Горица.

## Описание
Пещерата е оформена във варовици със средно-горна долноюрска възраст в Пелагонийската зона. Състои се от малка кмера с интензивна пещерна декорация.